# 4-я дивизия ПВО (СССР)
4-я дивизия Войск ПВО страны, в/ч 03125 — входила в состав 10-й отдельной армии ПВО. Штаб располагался в п. Белушья Губа на Новой Земле. 
В состав дивизии входили:
- 3-й радиотехнические полк (в/ч 03219, Белушья Губа),
- 11-й радиотехнические полк (в/ч 61892) г. Воркута,
- 641-й гвардейский истребительный авиаполк (Рогачёво).
- 72-й гвардейский истребительный авиационный полк (Амдерма),
- 406-й зенитно-ракетный полк (Рогачёво),

Входивший в состав дивизии 3-й радиотехнический полк был самой северной войсковой частью Вооружённых сил СССР, 406-й зенитно-ракетный полк — самым северным зенитно-ракетным полком, 641-й гвардейский авиаполк — самым северным авиаполком СССР.